# Stanisław Dróżdż
Stanisław Dróżdż (* 15. Mai 1939 in Sławków; † 29. März 2009 in Breslau) war ein polnischer Lyriker (konkrete Poesie).
Dróżdż studierte von 1959 bis 1964 polnische Philologie an der Universität Breslau. Er veröffentlichte während dieser Zeit und danach traditionelle Gedichte in der Zeitschrift Arca und erhielt für diese mehrere Preise, darunter den Kristallenen Löwen, beim vierten Poetenfrühling in Kłodzko. 1967 wandte er sich der konkreten Poesie zu, in der Worte und Zeichen nicht mehr (nur) als Bedeutungsträger verstanden werden, sondern zu Elementen von Bildern werden. Er bezeichnete diese als Pojęciokształty (Begriffsgestalten) und stellte 1968 die grundlegenden Ideen und Prinzipien seiner Werke in dem gleichnamigen Text in der Zeitschrift Odra dar.
Ab 1971 arbeitete er mit der Warschauer Galerie Foksal zusammen, in der die meisten seiner Werke erstmals gezeigt wurden. Ab 1975 war er Mitglied des Polnischen Verbandes Plastischer Künstler. Er wurde zu einem bedeutenden Inspirator und Förderer der Bewegung der konkreten Poesie in Polen, organisierte Ausstellungen, präsentierte Werke von Václav Havel, Ian Hamilton Finlay und anderen und veröffentlichte 1978 ein Textbuch zur polnischen konkreten Poesie ( Poezja konkretna. Wybór tekstów polskich oraz dokumentacja z lat 1967–1977).
Er nahm an mehr als 300 Einzel- und Gruppenausstellungen in Polen und im Ausland teil und repräsentierte Polen bei vielen internationalen Präsentationen zur konkreten Poesie, modernen und Konzeptkunst, so mit as sound text – ? concrete poetry – visual texts im Stedelijk Museum in Amsterdam (1970–1972), mit Beyond Geometry, Experiments in Form, 1940s–1970s im Los Angeles County Museum of Art (2004) und bei der 50. Biennale di Venezia (2003). 2002 erhielt er den Preis der Nowosielski-Stiftung für seine kreative und visionäre Kombination von bildender Kunst und Lyrik.

## Weblink
- Homepage von Stanisław Dróżdż